# This I Swear
This I Swearはアメリカの人気歌手、ニック・ラシェイの2枚目のシングル。彼のデビューソロアルバム、Soul0に収録されている。このバラード調の曲に込められている歌詞はすごいものがある。結婚、愛に対してどのように感じているのかを表現している。例として"I Will love you, until forever, until death do us part we'll be together"という歌詞がある。(訳：永遠に、死が僕達を分けるまで君を愛し続ける。)また彼の前妻、ジェシカ・シンプソンと出演したドキュメンタリー番組のテーマソングである。このようにプロモーション活動に力を入れたが前作同様、ビルボードチャートにランクインしなかった。